# Paysage audiovisuel ivoirien
Pour les articles homonymes, voir PAI.
Le paysage audiovisuel ivoirien, couramment désigné par son acronyme PAI, est, à un moment donné, l'aspect général qui ressort des chaînes de télévision et des stations de radios existant en Côte d'Ivoire, des émissions qu'elles proposent, de leurs animateurs, des sociétés de production, etc.

## Les émissions de Fréquence 2
- Les matins d'Isaac ;
- Place publique ;
- À vous Mesdames ;
- Entre midi et 2 ;
- Carrefour Week-end ;
- Dimanche Magique ;
- Carré Rose.

## Les animateurs de la Radiodiffusion Télévision ivoirienne
- Christelle Mélèdje ;
- Marième Touré ;
- Didier Bléou ;
- Marcellin Govoei ;
- Nahomi Amoussou Alafé ;
- Caroline Dasylva ;
- Mohamed Kanté ;
- Eva Amani.

## Journalistes des médias ivoiriens

### Lacinan Ouattara
Lacinan Ouattara, journaliste, et est né le 18 octobre 1979 à Bouaké, est chroniqueur TV,,,[source insuffisante].